# Bohumila Tauchmannová
Bohumila Tauchmannová, rozená Záborská (* 19. září 1958, Martin) je slovenská podnikatelka a občanská aktivistka. V roce 2019 neúspěšně kandidovala na post prezidentky Slovenské republiky.

## Život
Absolvovala Gymnázium Viliama Paulinyho-Tótha v Martině a Vysokou školu ekonomickou v Bratislavě. V rámci podnikání se věnuje řízení a organizaci odborných i vzdělávacích akcí a poskytování komplexních marketingových služeb. Specializuje se na poradenství a realizaci projektů společenské odpovědnosti. Je autorkou a koordinátorkou národních vzdělávacích projektů Kvalita z našich regiónov, Pýtajme si slovenské, Na veku záleží, Odpad je surovina a Remeslo má zlaté dno. Je dlouholetou občanskou aktivistkou a zakládající členkou Vidiecké platformy a OZ Kvalita z našich regiónov. Dále pracuje v několika organizacích sdružujících zaměstnavatele v obchodě a potravinářském průmyslu. Zároveň je členkou představenstva Zväzu obchodu Slovenskej republiky.
Dne 19. září 2018 Tauchmanová oznámila, že shromáždila 15 tisíc podpisů potřebných ke kandidatuře v prezidentských volbách roku 2019. Ve volbách získala více než 3500 hlasů (0,2 %) a umístila se tak na 13. místě mezi kandidáty.

## Ocenění
Za národní vzdělávací projekty Kvalita z našich regiónov a Pýtajme si slovenské byla Tauchmanová dvakrát (roku 2013 a 2017) nominována na ocenění Krištáľové krídlo v kategorii Ekonomika, které se uděluje osobnostem Slovenska v jedenácti kategoriích.